# Josip Rašić
Josip „Josi“ Rasic (* 12. Oktober 1978 in Herford) ist ein ehemaliger deutscher Fußballspieler kroatischer Abstammung.

## Werdegang
Der Innenverteidiger Rasic begann seine Karriere in der Jugend des SC Herford und wechselte dann zu Arminia Bielefeld. Nach dem Ende seiner Jugendzeit wechselte er zum FC Gütersloh, wo er auf einen Einsatz in der 2. Bundesliga kam. Am 27. März 1998 stand Rasic im Spiel beim FC Carl Zeiss Jena in der Startelf und wurde in der 60. Spielminute gegen Mike Schürmann ausgewechselt. Zumeist spielte Rasic in der Amateurmannschaft der Gütersloher und ging nach der Insolvenz und der Vereinsauflösung zum Kreisrivalen SC Verl, der in der drittklassigen Regionalliga spielte. Nach zwei Jahren in Verl kehrte er nach Gütersloh zurück und schloss sich dem FC Gütersloh 2000 an, der in der viertklassigen Oberliga Westfalen antrat. In der Saison 2002/03 wurde Rasic mit den Güterslohern Dritter.
Ein Jahr später wechselte Rasic zum Regionalligaaufsteiger Arminia Bielefeld II, wo er allerdings nur selten zum Einsatz kam. Nach nur einer Saison ging es für Rasic weiter zum Stadtrivalen VfB Fichte Bielefeld. Hier wurde er zwar Stammspieler, konnte aber den Abstieg seiner Mannschaft als Tabellenletzter nicht verhindern. Es folgte ein kurzer Abstecher nach Polen zu Dyskobolia Grodzisk Wielkopolski, bevor sich Rasic dem westfälischen Oberligisten SV Lippstadt 08 anschloss. Dort spielte Rasic erneut nur ein Jahr und kehrte nach Ostwestfalen zurück. Er wechselte zum Landesligisten Union Minden und ging zwei Jahre später zum Bezirksligisten SV Rödinghausen, mit dem er Bezirksligameister wurde.
Ab 2010 spielte Rasic zunächst für die zweite und die dritte Mannschaft der Rödinghausener, bevor er 2013 seine Karriere beendete.